# Робинс, Марк
Марк Го́рдон Ро́бинс (англ. Mark Gordon Robins; род. 22 декабря 1969, Аштон-андер-Лайн) — английский футболист и футбольный тренер.

## Карьера игрока
Робинс является воспитанником академии «Манчестер Юнайтед». В декабре 1986 года подписал с клубом профессиональный контракт. Дебютировал в основном составе «Юнайтед» 12 октября 1988 года в игре Кубка Футбольной лиги против «Ротерем Юнайтед». В 1990 году сыграл большую роль в победе «Манчестер Юнайтед» в Кубке Англии. В третьем раунде Кубка Англии «Юнайтед» играл в гостях против «Ноттингем Форест». На тот момент в прессе активно обсуждались слухи о возможном увольнении Алекса Фергюсона из-за неудачных результатов команды в чемпионате. Вылет «Юнайтед» из кубкового турнира мог означать немедленное увольнение шотландского специалиста. Однако команда одержала победу в этом матче благодаря голу вышедшего на замену Марка Робинса, замкнувшего кросс Марка Хьюза. В дальнейшем «Юнайтед» добрался до финала Кубка Англии (Робинс забивал в 5 раунде против «Ньюкасл Юнайтед» и в переигровке полуфинала против «Олдем Атлетик»), в котором обыграл «Кристал Пэлас». Эта победа сохранила тренерский пост за Фергюсоном, а Марк Робинс позднее был назван в прессе человеком, который «спас Алекса Фергюсона от увольнения».
В сезоне 1989/90 Робинс забил за клуб 10 мячей (7 — в чемпионате и 3 — в Кубке Англии). Его гол в ворота «Ноттингем Форест» 7 января 1990 года также стал первым голом, забитым «Манчестер Юнайтед» в 1990-е годы. Больше Робинса в том сезоне забил только Марк Хьюз. В сезоне 1990/91 Робинс забил только 5 мячей. Он помог команде выиграть Кубок обладателей кубков.
сезоне 1991/92 Робинс провёл в лиге только 2 матча, а во всех турнирах сыграл восемь матчей. 30 октября 1991 года забил два мяча в ворота «Портсмута» в рамках Кубка лиги. 19 ноября 1991 года был на скамейке запасных «Юнайтед» в матче Суперкубка Европы, в котором английский клуб победил «Црвену Звезду».
Всего провёл за «Юнайтед» 70 матчей и забил 17 мячей.
14 августа 1992 года был продан в «Норвич Сити» за 800 000 фунтов. В своём дебютном матче за клуб 15 августа 1992 года помог «канарейкам» обыграть «Арсенал», забив два гола в ворота Дэвида Симена. Этот матч также был первым матчем для клуба в только что образованной Премьер-лиге, и Робинс стал автором первого гола за «Норвич Сити» в истории этого турнира. По итогам сезона 1992/93 «Норвич» квалифицировался в Кубок УЕФА, заняв в чемпионате 3-е место (чемпионом стал экс-клуб Робинса, «Манчестер Юнайтед»). В следующем сезоне «Норвич Сити» занял в чемпионате только 12-е место. Марк выступал за «канареек» на протяжении двух с половиной сезонов, сыграв в 68 матчах и забив 20 мячей в рамках лиги. В январе 1995 года после конфликта с главным тренером клуба попросил выставить себя на трансфер, после чего был продан в «Лестер Сити» за 1 млн фунтов.
Выступал за «Лестер» с 1995 по 1998 год и помог команде выиграть Кубок Футбольной лиги в 1997 году. В 1996 году был в аренде в датском «Копенгагене», забив 4 гола в 6 матчах чемпионата.
В дальнейшем играл за «Рединг», «Оренсе», «Паниониос», «Манчестер Сити», «Уолсолл», «Ротерем Юнайтед», «Бристоль Сити», «Шеффилд Уэнсдей» и «Бертон Альбион».

## Достижения

### Командные достижения
Манчестер Юнайтед
- Обладатель Кубка Англии: 1990
- Обладатель Суперкубка Англии: 1990
- Обладатель Кубка обладателей кубков УЕФА: 1991
- Обладатель Суперкубка УЕФА: 1991

 Лестер Сити
- Обладатель Кубка Футбольной лиги: 1997

### Личные достижения
- Награда Дензила Харуна: 1988/89
- Награда Дензила Харуна лучшему резервисту года: 1989/90

## Тренерская карьера
В июне 2000 года Робинс перешёл в «Ротерем Юнайтед» в качестве игрока, а пять лет спустя, в феврале 2005 года, стал ассистентом главного тренера команды Алана Нилла. 1 марта 2007 года Нилл был уволен, и Робинс стал исполняющим обязанности главного тренера клуба. После серии хороших результатов 6 апреля 2007 года Робинс был утверждён в качестве постоянного главного тренера «Ротерем Юнайтед».
9 сентября 2009 года Робинс был назначен главным тренером «Барснли». В мае 2011 года покинул пост главного тренера клуба из-за разногласий с руководством клуба по поводу «ограниченного бюджета»
19 сентября 2012 года Робинс был назначен главным тренером клуба «Ковентри Сити», заключив с клубом трёхлетний контракт.
14 февраля 2013 года Робинс был представлен в качестве главного тренера клуба «Хаддерсфилд Таун». Через три дня провёл свою первую игру в качестве главного тренера «Хаддерсфилда»: это был матч пятого раунда Кубка Англии против «Уиган Атлетик». В августе 2014 года, после поражения в первом матче сезона от «Борнмута» со счётом 0:4, Робинс покинул пост главного тренера клуба по соглашению сторон.
13 октября 2014 года Робинс был назначен главным тренером клуба «Сканторп Юнайтед». 18 января 2016 года он был уволен после того, как «Сканторп» одержал только 2 победы в 8 матчах.
6 марта 2017 года во второй раз стал главным тренером «Ковентри Сити».

## Тренерская статистика
| Клуб             | Начало работы    | Завершение работы | Показатели | Показатели | Показатели | Показатели | Показатели |
| Клуб             | Начало работы    | Завершение работы | И          | В          | Н          | П          | % побед    |
| ---------------- | ---------------- | ----------------- | ---------- | ---------- | ---------- | ---------- | ---------- |
| Ротерем Юнайтед  | 1 марта 2007     | 9 сентября 2009   | 129        | 56         | 30         | 43         | 043,4      |
| Барнсли          | 9 сентября 2009  | 15 мая 2011       | 92         | 29         | 25         | 38         | 031,5      |
| Ковентри Сити    | 19 сентября 2012 | 14 февраля 2013   | 33         | 17         | 6          | 10         | 051,5      |
| Хаддерсфилд Таун | 14 февраля 2013  | 10 августа 2014   | 68         | 23         | 14         | 31         | 033,8      |
| Сканторп Юнайтед | 13 октября 2014  | 18 января 2016    | 71         | 23         | 23         | 25         | 032,4      |
| Ковентри Сити    | 6 марта 2017     | 7 ноября 2024     | 387        | 154        | 106        | 127        | 039,8      |
| Сток Сити        | 1 января 2025    |                   | 25         | 8          | 10         | 7          | 032,0      |
| Итого            | Итого            | Итого             | 805        | 310        | 214        | 281        | 038,5      |